# Десятихатка
Десятихатка — посёлок в Кавказском районе Краснодарского края.
Входит в состав Лосевского сельского поселения.

## География

### Улицы
- ул. Восточная,
- ул. Западная,
- ул. Молодёжная,
- ул. Новая,
- ул. Северная,
- ул. Тепличная[2]

## Население
| 2002 | 2010 |
| ---- | ---- |
| 307  | ↘215 |